# Modersmålets didaktik
Modersmålets didaktik är ett universitetsämne i Svenskfinland som dryftar frågor kring modersmålslärandet. Modersmål och litteratur är vidare ett skolämne i Svenskfinland som kan sägas motsvara ämnet svenska i motsvarande skolor i Sverige.